# コクシネル
コクシネルは、池田洋一郎がめんたんぴんを離れ東京で暮らし始めた1980年に結成したバンド。

## 概要
メンバーは攝と池田にキーボードの工藤冬里、ベースに前衛劇団「時々自動」の今井次郎、ドラムスに近藤達郎、「喜多郎グループ」バイオリンの小島康夫、そしてサックス・バイオリンの島根孝典、Bass早川岳晴、ドラムス石渡明廣が初期メンバーで、金沢へ移ってからは当時美大生だった山際英樹が加わった。これらのメンバーで2枚のアルバムとライブ盤が1枚発売されている。
2002年、休止期間を経て、いぬん堂からのCD復刻とイースタン・ユースからの招聘で渋谷クラブ・クアトロ、フジテレビ「ファクトリー」出演で再起動。現在は年1～2回の東京・大阪・京都でのライブ、静岡県の野外フェス「忍野デッド」、福井「Noside」、富山「村門」、金沢「Music Bass Extreme」、「Ziggy」を演奏のベースとしている。
現在のコクシネルはPC/DJ機器を使い、池田のギター、攝のボーカル・シンセというシンプルなスタイルを取っているが、そのサウンドはフォークロックからパンク、ニューウエイブからテクノと時代の音楽を吸収しつつ、参加したミュージシャン達のエッセンスを取り入れたキメラなサウンドと独特の詩の世界観から「雲の上の普通のバンド」と評されている。2018年9月に12年ぶりの書き下ろし「Mysterious Feminine」を発表した。

## 沿革
ボーカルの攝がいた新宿ゴールデン街の「ハバナムーン」での天才たちとの出会いから始まった。

### 第一期　コクシネル結成
- 1980年　コクシネル結成　＠新宿ハバナムームーン

オリジナルメンバー野方攝・池田洋一郎・今井次郎・工藤冬里
- 1980年11月21日 - 新宿ACB会館　天国注射の夜vol.2

野方攝・池田洋一郎・今井次郎・近藤達郎・小島康夫
- 1981年8月15日 - 日比谷野外音楽堂天国注射の昼vol.3

野方攝・池田洋一郎・今井次郎・石渡明廣・島根孝典
- 1982年 - 池袋スタジオ200　ワンマンライブ　: ゲスト 灰野敬二

新宿ACB会館　天国注射の夜vol.3 福助三角レコードの音源が録音され、ピナコテカレコードより発売（2002年いぬん堂よりCD化）。
新宿ロフトライブ　サイイングPオーケストラとコクシネルのスプリットカセット（ピナコテカレコード）発売。

### 第二期　生活の場を金沢市に
- 1983年　金沢美術工芸大学近くにライブ・バー「ブラックブルー」を始める
- 1983年8月21日 - 日比谷野外音楽堂　天国注射の昼vol4 東映ビデオ『天国注射の昼』『黒い視界』収録
- 1983年11月9日 - 横浜国大　オールナイトコンサート 出演　裸のラリーズなど
- 1983年11月21日 - 法政大学　オールナイトコンサート 出演　町田町蔵など
- 1984年1月21日 - 東映ビデオ『天国注射の昼』発売
- 1984年12月 - バルコニーレコード『くっついて安心』オムニバス発売

Cock c' Nell、D-DAY、サボテン、少年ナイフ
メンバー：野方攝、池田洋一郎、島根孝典、山際英樹
- 1986年12月 - バルコニーレコードレコード　「Boys Tree」発売　プロデュース池田洋一郎・稲熊実

メンバー：野方攝、池田洋一郎、山際秀樹、村島明、工藤冬里、石渡明廣、早川岳晴、中山努
- 1988年11月 - 金沢美術工芸大学　ライブペイントセッション

日比野克彦（アーティスト）・プロデュース細田守（アニメ映画監督）
メンバー：野方攝、池田洋一郎、山際英樹、島根孝典、石渡明廣
- 1992年 - コクシネルレコード　オムニバスCD「HIGH ON LIFE」発売

アーティスト：宍戸幸司、粟野ユミト、コクシネル、ユーシッタイなど

### 第三期音楽制作会社設立（コクシネルとしての活動休止）
- 1995年 - （株）オトショップドットコム設立（発足時（株）ブラックブルー）
- 1996年 - （株）WAVEと共同でインディーズ試聴サイトWAVE　INDIES CLUB立ち上げ
- 2000年 - 「加賀能登の民話」5.1ch3ヶ国語DVDプロデュース（石川新情報書府）
- 2001年 - 「石川のかたち」3DCGモーションキャプチャーデータ集プロデュース（石川新情報書府）
- 2002年 - 「石川の音蔵」24bit96KHz著作権フリーサウンドデータ集プロデュース（石川新情報書府）
- 2002年 - eAT金沢2002総合プロデューサー（金沢市）

### 第四期 CD復刻・活動再開
- 2002年 - 福助三角ジャケットCD復刻（いぬん堂）「極東最前線」イースタンユースに招聘されコクシネルとして活動を再開

メンバー：野方攝、池田洋一郎、アズビー・ブラウン（VJ）
- 2003年8月 - いぬん堂イベント参加（曼荼羅II）

メンバー：野方・池田・早川岳晴
- 2004年3月 - いぬん堂主催コクシネルライブ（スターパインズカフェ）ライブ録音

メンバー：野方攝・池田洋一郎・早川岳晴・石渡明廣・近藤達郎・中山努・宍戸幸司・山際英樹
- 2004年8月 - フジテレビ「ファクトリー」イースタンユースのゲスト出演

メンバーメンバー：野方攝・池田洋一郎・早川岳晴・石渡明廣・近藤達郎・中山努
- 2005年2月 - いぬん堂イベント（曼荼羅II）

メンバー：野方攝・池田洋一郎・早川岳晴・石渡明廣・近藤達郎・中山努
- 2006年7月 - いぬん堂イベント（曼荼羅II）

メンバー：野方攝・池田洋一郎・早川岳晴・石渡明廣・近藤達郎・中山努
- 2007年5月 - 天国注射（ゴールデン街劇場）

メンバー：野方攝・池田洋一郎・島根孝典
- 2007年8月 - 音凪プレゼンツ（大阪♭フラミンゴ）

メンバー：野方攝・池田洋一郎・伊藤望・島根孝典
- 2007年11月 - キャロサンププレゼンツ（酒井俊ストリングスと共演）（曼荼羅II）
- 2008年5月 - 忍野デッド（静岡県ふもっとぱら）

メンバー：野方攝・池田洋一郎・伊藤望・島根孝典
- 2008年10月21 - 世紀天国注射の朝と夜＠新宿「雑遊」

メンバー：野方攝・池田洋一郎・島根孝典・宍戸幸司・山際英樹・工藤冬里
- 2008年12月30 - 静香バンドwithコクシネル（高円寺「ショーボート」）

メンバー：野方攝・池田洋一郎・石渡明廣・片山修一
- 2009年4月25日 - 音凪プレゼンツ　（ムジカジャポニカ＠大阪）
- 2009年5月2日 - 忍野デッド（ふもっとぱら・静岡県）

メンバー：野方攝・池田洋一郎・石渡明廣・片山修一
- 2009年10月5日 - 相対性理論コンサートゲスト出演（新宿ロフト）

### 第五期　二度目の活動再開
- 2013年7月13日 - 忍野デッド（ふもっとぱら・静岡県） : メンバー：野方攝・池田洋一郎
- 2013年9月30日 - 音凪プレゼンツ　（ムジカジャポニカ＠大阪）
- 2013年10月19日 - NO SIDE（福井市） : メンバー：野方攝・池田洋一郎
- 2014年9月16日 - 「真夜中の手配書」(セントレーニャーホール・東京）
- 2014年10月4日 - NO SIDE（福井市）
- 2014年12月21日 - 裏窓プレゼンツ＠Jam（新宿） with割礼
- 2015年3月21日 - NO SIDE（福井市）
- 2015年5月24日 - 「東京うたの日」BYG（渋谷）
- 2015年8月22日 - D3（大阪）　withマコフェイ
- 2016年9月3日 - グラフィティ（東京・赤坂）
- 2017年2月25日 - 音凪（大阪）
- 2017年3月11日 - グラフィティ（東京・赤坂）
- 2017年3月25日 - NO SIDE（福井市）
- 2017年8月26日 - 割礼コンサートゲスト出演　（徳三・名古屋市）
- 2017年9月23日 - グラフィティ（東京・赤坂）
- 2017年10月14日 - NO SIDE（福井市）
- 2018年5月3日 - NO SIDE（福井市）
- 2018年8月17日 - ハリコの部屋（村門・富山市）
- 2018年9月9日 - 「Mysterious Feminine」限定発売
- 2018年9月12日 - ホルモン鉄道VSコクシネル（メロメロポッチ・金沢市）
- 2018年11月10日 - NO SIDE（福井市）
- 2018年12月1日 - 佐藤幸雄vsコクシネルvs大谷氏（メロメロポッチ・金沢市）
- 2018年12月30日 - 音凪プレゼンツ（雲州堂・大阪市）
- 2019年3月16日、17日 - 星の王子様アンゲルス公演音楽担当（芸術村・金沢市）
- 2019年4月20日 - NO SIDE（福井市）
- 2019年6月22日 - フェイターンvsコクシネル他（カフェビート・金沢市）
- 2019年7月5日 - 忍野デッド（ふもっとぱら・静岡県）
- 2019年8月4日 - ジャスティスの行方（UFO CLUB・高円寺）